# Lausitzer bruinkoolmijnstreek
De Lausitzer bruinkoolmijnstreek (Duits:Lausitzer Braunkohlerevier) is een gebied in het zuidoosten van Brandenburg en het noordoosten van de deelstaat Saksen.

Dwars door de mijnstreek in Lausitz loopt de rivier de Spree. De dagbouw mijnen Nochten, Reichwalde, Welzow-Süd en Jänschwalde zijn nog in gebruik.

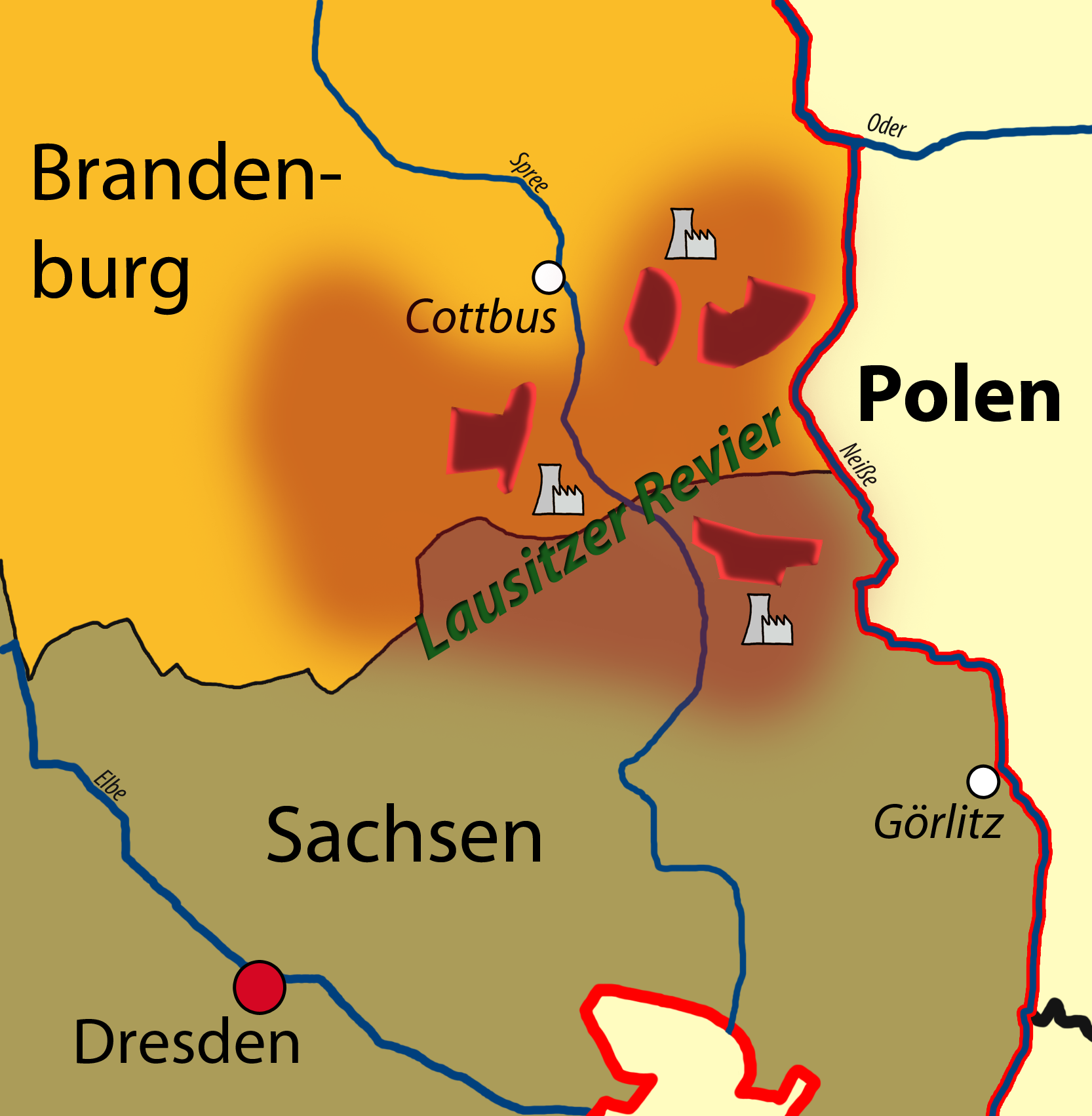
Lausitzer Braunkohlerevier

## Lijst van mijngroeves in de Lausitz-bruinkoolmijnstreek
| naam (plaatsnaam)                                               | deelstaat          | begin     | einde     | grootte (ha)                 | status (naam van het meer)                     | bedrijf (centrale)                           |
| --------------------------------------------------------------- | ------------------ | --------- | --------- | ---------------------------- | ---------------------------------------------- | -------------------------------------------- |
| dagbouw Bärwalde (Bärwalde)                                     | Saksen             | 1973      | 1992      | 311                          | onder water (Bärwalder See)                    | –                                            |
| dagbouw Berzdorf (Schönau-Berzdorf auf dem Eigen)               | Saksen             | 1919 1946 | 1927 1997 | 679                          | onder water (Berzdorfer See)                   | –                                            |
| dagbouw Bluno (Bluno)                                           | Saksen             | 1955      | 1975      | –                            | onder water (Neuwieser See)                    | –                                            |
| dagbouw Burghammer (Burghammer)                                 | Saksen             | 1959      | 1973      | 904                          | onder water (Speicher Burghammer)              | –                                            |
| dagbouw Gräbendorf (Gräbendorf)                                 | Brandenburg        | 1981      | 1992      | 524                          | onder water (Gräbendorfer See)                 | –                                            |
| dagbouw Greifenhain (Greifenhain)                               | Brandenburg        | 1936      | 1994      | 3142                         | onder water (Altdöberner See)                  | –                                            |
| dagbouw Cottbus-Nord (Cottbus)                                  | Brandenburg        | 1978      | 2015      | 1900                         | gesloten (toekomstig Cottbuser Ostsee)         | –                                            |
| dagbouw Dreiweibern (Dreiweibern)                               | Saksen             | 1981      | 1989      | 3585 (met Lohsa)             | onder water (Dreiweiberner See)                | –                                            |
| dagbouw Jänschwalde (Jänschwalde)                               | Brandenburg        | 1974      | na 2050   | 3165 (tot 2041)              | in gebruik (toekomstig Klinger See)            | EPH (Elektriciteitscentrale Jänschwalde)     |
| Kleinleipisch/Koyne/Grünewalde (Kleinleipisch/Koyne/Grünewalde) | Brandenburg        | 1912      | 1980      | 4182                         | onder water (Grünewalder Lauch)                | –                                            |
| dagbouw Klettwitz (Klettwitz)                                   | Brandenburg        | 1951      | 1992      | 5174                         | onder water (Drochower See)                    | –                                            |
| dagbouw Klettwitz (Klettwitz)                                   | Brandenburg        | 1988      | 1992      | 521                          | onder water (Bergheider See)                   | –                                            |
| dagbouw Koschen (Groß-Kleinkoschen)                             | Brandenburg Saksen | 1953      | 1972      | 905                          | onder water (Geierswalder See)                 | –                                            |
| dagbouw Lohsa (Lohsa)                                           | Saksen             | 1950      | 1984      | 3585 (met Dreiweibern)       | onder water (Speicherbecken Lohsa II)          | –                                            |
| dagbouw Meuro (Meuro)                                           | Brandenburg        | 1960      | 1999      | 3796                         | onder water (Großräschener See)                | –                                            |
| dagbouw Meurostolln (Meurostolln)                               | Brandenburg        | ?         | ?         | ?                            | gesloten                                       | –                                            |
| dagbouw Nochten (Nochten)                                       | Saksen             | 1968      | ca. 2050  | 9000                         | in gebruik                                     | EPH (elektriciteitscentrale Boxberg)         |
| dagbouw Niemtsch (Niemtsch)                                     | Brandenburg        | 1938      | 1966      | 1544                         | onder water (Senftenberger See)                | –                                            |
| dagbouw Olbersdorf (Olbersdorf)                                 | Saksen             | 1910 1947 | 1938 1991 | –                            | onder water (Olbersdorfer See)                 | –                                            |
| dagbouw Reichwalde (Reichwalde)                                 | Saksen             | 1985      | ca. 2040  | –                            | in gebruik; 1999–2010 en hervat in 2010        | EPH (elektriciteitscentrale Boxberg, blok R) |
| dagbouw Scheibe (Scheibe)                                       | Saksen             | 1984      | 1996      | 725                          | onder water (Scheibe See)                      | –                                            |
| dagbouw Schlabendorf-Nord (Schlabendorf am See)                 | Brandenburg        | 1959      | 1977      | 2507                         | gesloten                                       | –                                            |
| dagbouw Schlabendorf-Süd (Schlabendorf am See)                  | Brandenburg        | 1975      | 1991      | 3299                         | gesloten                                       | –                                            |
| dagbouw Sedlitz (Sedlitz)                                       | Brandenburg        | 1926      | 1980      | 2646                         | gesloten                                       | –                                            |
| dagbouw Seese-Ost (Seese)                                       | Brandenburg        | 1983      | 1996      | 1037                         | gesloten                                       | –                                            |
| dagbouw Seese-West (Seese)                                      | Brandenburg        | 1962      | 1978      | 2884                         | gesloten                                       | –                                            |
| dagbouw Skado (Scado)                                           | Saksen             | 1939      | 1977      | 488                          | onder water (Partwitzer See)                   | –                                            |
| dagbouw Spreetal (Spreetal)                                     | Saksen             | 1908      | 1983      | 3425 (met Spreetal Nord-Ost) | opnieuw in cultuur gebracht, deels onder water | –                                            |
| dagbouw Spreetal (Spreetal)                                     | Saksen             | 1983      | 1991      | 3425 (met Spreetal)          | onder water (Spreetaler See)                   | –                                            |
| dagbouw Welzow-Süd (Welzow)                                     | Brandenburg        | 1962      | 2042      | 1600                         | in gebruik                                     | EPH (Elektriciteitscentrale Schwarze Pumpe)  |
| dagbouw Werminghoff(Knappenrode)                                | Saksen             | 1913      | 1945      | –                            | onder water (Knappensee)                       | –                                            |